# Скарлатина (фильм)
Скарлатина — фильм 1924 года, повествующий о животрепещущей судьбе болеющего скарлатиной бойца РККА. Многие сведения о сюжете, как и сама плёнка, утеряны. Дебютный фильм режиссёра Фридриха Эрмлера (совместно с Эдуардом Иогансоном).

## Критика
- «Первая картина Эрмлера „Скарлатина“ была откровенным подражанием „Похождениям Октябрины“ Козинцева и Трауберга»[3].

- «В своём манифесте создатели КЭМ заявляли о намерении создать новое, отвечающее духу времени искусство. „Скарлатина“ должна была стать учебным фильмом про лечение скарлатины, однако авторы превратили её в эксцентрическую короткометражку с рожающими монахами и выпрыгивающими из гроба балеринами»[4].

- «Первой постановкой Эрмлера стал (выбирать не приходилось!) заказной санитарный фильм „Скарлатина“. На экраны он не попал, а в историю кино вошёл по разряду весёлых анекдотов о том, как забавно иногда начинали классики свой путь в искусстве»[5].